# サルデーニャ海

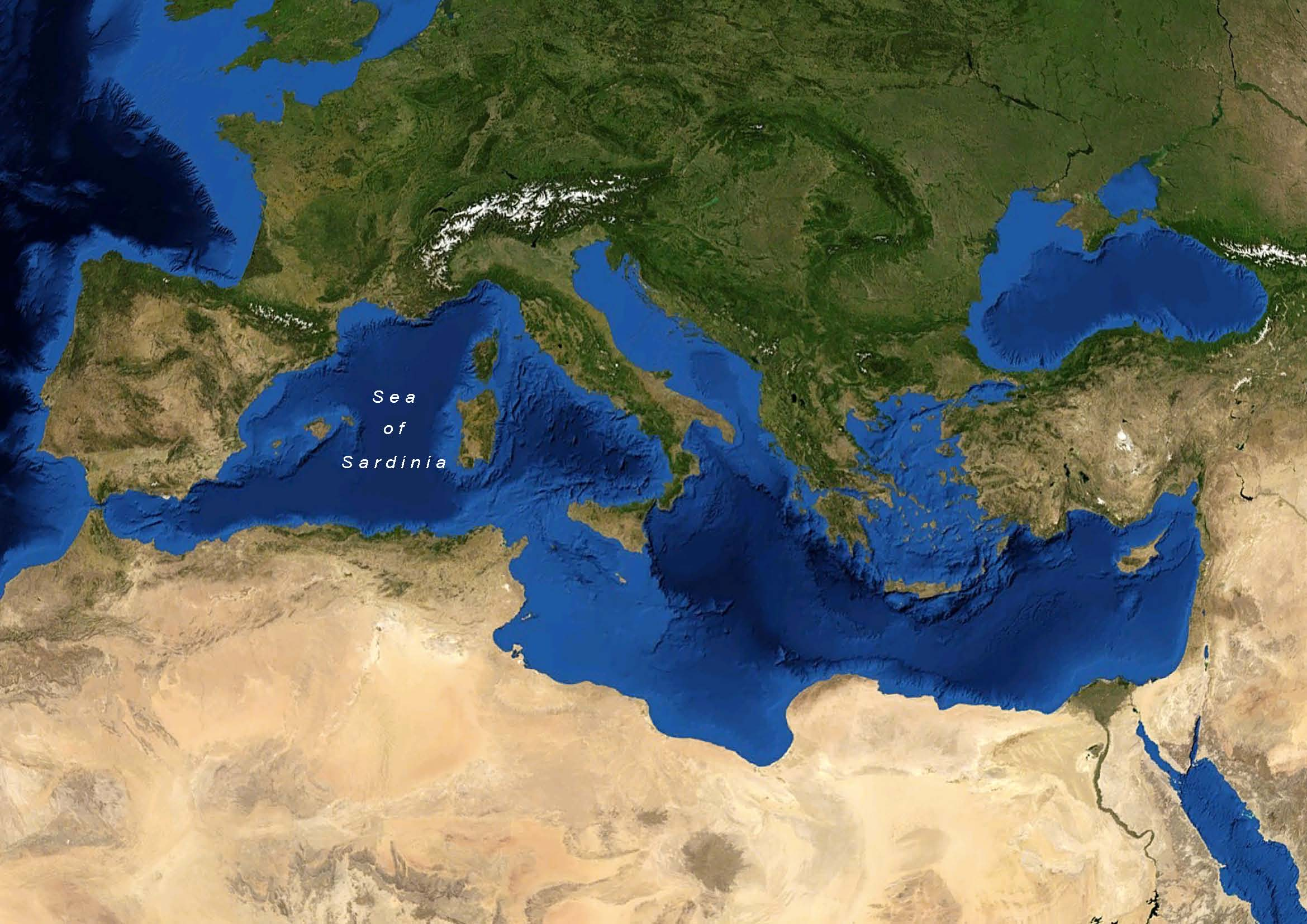
サルデーニャ海

サルデーニャ海（サルデーニャかい、イタリア語: Mar di Sardegna,、スペイン語: Mar de Cerdeña、サルデーニャ語:Mare de Sardigna、カタルーニャ語:Mare de Sardigna）は、地中海の海域の一つでイタリアのサルデーニャ島とスペインのバレアレス諸島に広がる。
サルデーニャ州の西斜面に面し、コルシカ島との海峡に広がる。